# Nadine Fresco
Pour les articles homonymes, voir Fresco.
Nadine Fresco est une historienne française qui s'est particulièrement consacrée à l'étude de la Shoah et du problème du négationnisme.

## Biographie
Elle fait des études d'histoire à l'université Paris 1 et, en 1974, y soutient une thèse de troisième cycle en histoire médiévale.
En 1980, à la suite du déclenchement de l'affaire Faurisson (liée à la collusion du maître de conférences Robert Faurisson, du chercheur Serge Thion, de l'activiste Pierre Guillaume et de son groupe ultra-gauchiste La Vieille Taupe), elle intervient par un article dans Les Temps Modernes : « Les redresseurs de morts » (juin 1980), à l'époque où Pierre Vidal-Naquet est en train d'écrire « Un Eichmann de papier » (Esprit, novembre 1980). Depuis lors, elle consacre une part de son activité à la question du négationnisme (étude de la trajectoire de Paul Rassinier, dans Fabrication d'un antisémite en 1999) et du racisme, ainsi qu'à l'histoire de la déportation des Juifs pendant la Deuxième Guerre mondiale.
En 1981, elle participe aux côtés de Léon Poliakov à la fondation de la revue Le Genre humain et est toujours membre de la rédaction.
Elle s'intéresse aussi aux problèmes de bioéthique humaine.
Elle est actuellement chercheuse au CNRS, dans le cadre de l'Institut de recherche sur les sociétés contemporaines (IRESCO) (après avoir été membre du Centre de sociologie européenne).

## Publications

### Ouvrages
- Fabrication d'un antisémite : Paul Rassinier, Paris, Éditions du Seuil, coll. « La librairie du XXe siècle », 1999  (ISBN 2-02-021532-2)
- La Mort des Juifs, Paris, Éditions du Seuil, coll. « La librairie du XXIe siècle », 2008  (ISBN 978-2-02-096387-9)

### Ouvrages en collaboration
- avec Martine Leibovici, « Une vie à l'œuvre » dans Anne-Lise Stern, Le savoir-déporté : camps, histoire, psychanalyse, Paris, Éditions du Seuil, 2004  (ISBN 2-02-066252-3)
- avec Henri Atlan, Marc Augé, Mireille Delmas-Marty, Roger-Pol Droit, Le Clonage humain, Le Seuil,  (ISBN 2-02-035903-0)
- avec Ferdinando Camon et alii, Le Masculin, Bruxelles, Complexe, 1984  (ISBN 2-87027-130-1)
- avec Norbert Bensaïd et alii, La société face au racisme, Bruxelles, Complexe, coll. « Le genre humain », 1984  (ISBN 2-87027-145-X)

### Articles
- « La mort est-elle héréditaire? », Revue de l’Université de Bruxelles, 1987/1-2, Bruxelles : Université Libre de Bruxelles, 1987, p. 31-37 Lire en ligne
- « Les redresseurs de morts. Chambres à gaz : la bonne nouvelle. Comment on révise l'histoire », dans Les Temps modernes, no 407, juin 1980. Disponible sur Anti-rev
- « Parcours du ressentiment », dans Lignes, no 2, février 1988. Lire en ligne

### Divers
- « Postface » à : Lothar Baier, Un Allemand né de la dernière guerre. Essai à l'usage des Français, Bruxelles et Paris, Complexe-PUF, coll. « Le Genre humain », 1985  (ISBN 2-87027-176-X)
- Nadine Fresco (dir.), Norbert Bensaïd « Un médecin dans son temps », préface de Jean Daniel[3], Paris, Le Seuil, 1995    (ISBN 2-02-025489-1)